# Saison 2014 des Cubs de Chicago
La saison 2014 des Cubs de Chicago est la 139e saison en Ligue majeure de baseball pour cette équipe. Elle est marquée par la célébration du 100e anniversaire du stade des Cubs, le Wrigley Field de Chicago, où un premier match de baseball fut joué le 23 avril 1914.
Les Cubs prolongent à cinq leur série de saisons perdantes consécutives en terminant en 5e place de la division Centrale de la Ligue nationale pour la 5e année de suite. Ils remportent 7 matchs de plus que l'année précédente et bouclent le calendrier avec 73 victoires et 89 défaites. Mais la saison est porteuse d'espoir pour l'avenir : Anthony Rizzo et Starlin Castro rebondissent après de mauvaises saisons 2013, les jeunes Jake Arrieta et Kyle Hendricks font bonne figure dans la rotation de lanceurs partants, et plusieurs étoiles en devenir font leurs débuts dans le baseball majeur pour Chicago en 2014 : Jorge Soler, Javier Baez et Arismendy Alcantara.

## Contexte
Club en reconstruction, les Cubs de Chicago améliorent en 2013 leur fiche par 5 victoires, mais leur dossier de 66 gains contre 96 défaites est le 2e plus mauvais de la Ligue nationale après Miami. Ils terminent au 5e et dernier rang de la division Centrale. C'est une quatrième saison perdante consécutive pour les Cubs.

## Intersaison
L'hiver 2013-2014 est plutôt tranquille pour les Cubs, mais alimenté par les possibilités de prolongation de contrat ou, à l'inverse, de rumeurs d'échange concernant leur lanceur droitier Jeff Samardzija. Le club semble également déployer des efforts pour attirer le lanceur droitier Masahiro Tanaka, une vedette de la ligue japonaise qui cherche un contrat avec une équipe du baseball majeur, mais celui-ci accepte finalement l'offre faite par les Yankees de New York. Entre-temps, les Cubs mettent sous contrat Tsuyoshi Wada, un lanceur gaucher ayant joué au Japon de 2003 et 2011 qui a fait partie des Orioles de Baltimore pendant deux ans, sans pouvoir jouer un seul match après une opération au coude.
Les Cubs mettent sous contrat deux lanceurs qui sont agents libres, l'ancien gaucher des Rays de Tampa Bay Wesley Wright et le vétéran droitier José Veras, ainsi que le joueur de champ intérieur Ryan Roberts, qui arrive lui aussi de Tampa Bay sur un contrat des ligues mineures. En février 2014, les Cubs attirent deux lanceurs partants droitiers : Jason Hammel en provenance des Orioles de Baltimore et James McDonald, un ancien des Pirates de Pittsburgh, qui signent tous deux des contrats d'un an.
Chicago perd le receveur Dioner Navarro, qui est mis sous contrat par les Blue Jays de Toronto, mais transige avec les Royals de Kansas City pour obtenir le receveur George Kottaras. En décembre, les Cubs échangent le voltigeur Brian Bogusevic aux Marlins de Miami pour le voltigeur Justin Ruggiano.

## Calendrier pré-saison
L'entraînement de printemps 2014 des Cubs se déroule du 25 février au 30 mars.

## Centenaire du Wrigley Field

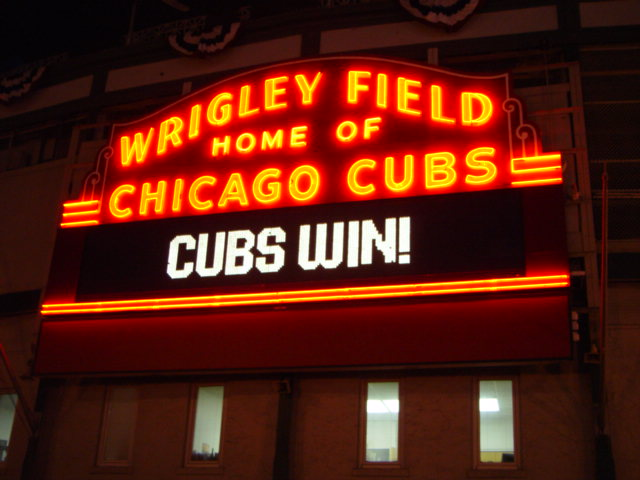
Les 100 ans du Wrigley Field sont célébrés en 2014.

Les Cubs soulignent en 2014 le 100e anniversaire de leur stade, le Wrigley Field, seconde enceinte la plus ancienne des Ligues majeures après le Fenway Park de Boston, qui célébra son centenaire en 2012. Le 23 avril 2014, les Cubs accueilleront les Diamondbacks de l'Arizona pour un match joué 100 ans jour pour jour après la première partie disputée à Wrigley Field (alors appelé Weeghman Park) en 1914 alors que les Chicago Federals (ou Chi-Feds) de la Federal League, une ligue disparue en 1915, triomphèrent 9-1 des Packers de Kansas City. À l'occasion de ce match contre Arizona, les Cubs porteront des répliques des uniformes des Chi-Feds de 1914. Une dizaine d'uniformes rétro, représentant chaque décennie passée depuis l'ouverture du stade, seront portés par les Cubs lors de matchs présentés le dimanche tout au long de la saison 2014. Des articles promotionnels rétro seront offerts aux visiteurs, un site internet, WrigleyField100.com a été mis en ligne, et un partenariat a été établi entre le club et le musée d'histoire de Chicago (Chicago History Museum).
À l'approche du centenaire, les propriétaires de la franchise sont engagés dans de pénibles négociations pour entreprendre des rénovations du stade au coût estimé de 500 millions de dollars US, que l'on espère débuter en 2014 et compléter en 2018. Le plan est approuvé par la ville de Chicago en juillet 2013 quelques semaines après que le propriétaire de la franchise, Tom Ricketts, ait dit envisager de déménager le club, possiblement en banlieue. Ces plans sont marqués par des frictions avec les propriétaires des toits de l'avenue Waveland, derrière le stade. Ces propriétaires, qui des toits ont vue sur les matchs disputés dans le stade, ont signé un contrat de 20 ans expirant en 2023 et donnant 17 pour cent de leurs revenus au club. Ils menacent d'entreprendre des poursuites en justice si un tableau d'affichage numérique au champ gauche et de nouvelles enseignes commerciales au champ droit leur bloquaient la vue,.

## Saison régulière

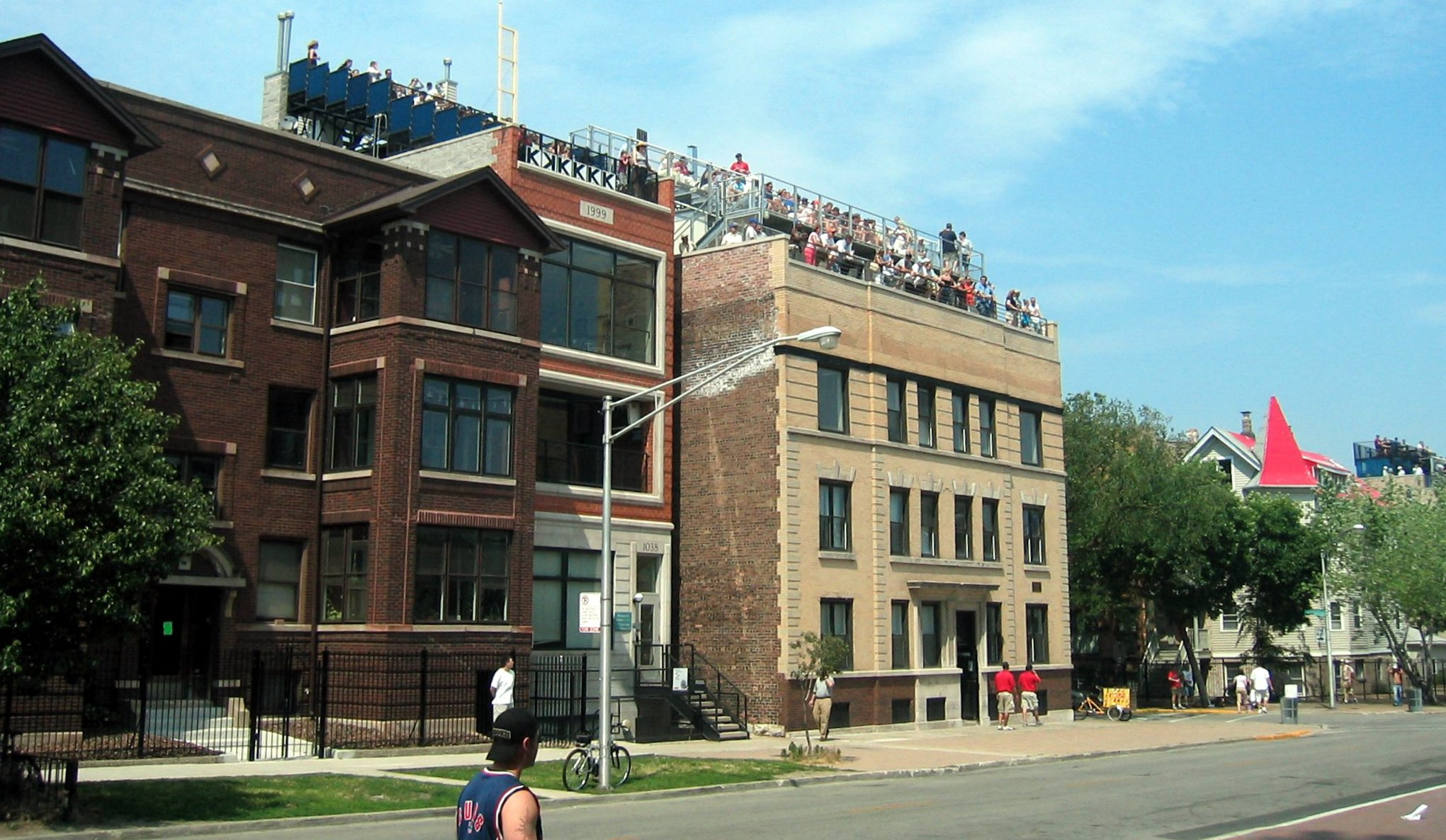
Des spectateurs sur les toits de l'avenue Waveland assistent à un match joué à Wrigley Field.

La saison régulière de 162 matchs des Cubs débute le 31 mars par une visite aux Pirates de Pittsburgh et se termine le 28 septembre suivant. Le premier match local au Wrigley Field de Chicago est joué contre les Phillies de Philadelphie le 4 avril.

### Classement
| Ligue nationale (Division Centrale) | V  | D  | %    | Diff. | Diff. (séries) |
| ----------------------------------- | -- | -- | ---- | ----- | -------------- |
| Cardinals de Saint-Louis            | 90 | 72 | ,556 | -     | -              |
| Pirates de Pittsburgh               | 88 | 74 | ,543 | 2     | -              |
| Brewers de Milwaukee                | 82 | 80 | ,506 | 8     | 6              |
| Reds de Cincinnati                  | 76 | 86 | ,469 | 14    | 12             |
| Cubs de Chicago                     | 73 | 89 | ,451 | 17    | 15             |

### Juin
- 24 juin : Le droitier Jake Arrieta, des Cubs, est parfait pendant 6 manches à Chicago face aux Reds de Cincinnati et remporte la victoire après avoir alloué 2 points sur 3 coups sûrs et réussi 9 retraits sur des prises en 7 manches lancées[25].
- 30 juin : Au Fenway Park de Boston, Jake Arrieta connaît un match qui rappelle son précédent alors qu'il perd un match sans point ni coup sûr contre les Red Sox après deux retraits en 8e manche. Sa performance de 10 retraits sur des prises, contre un coup sûr et un but-sur-balles accordé lui vaut une autre victoire[26].

### Juillet
- 4 juillet : Les Cubs échangent aux Athletics d'Oakland les lanceurs droitiers Jeff Samardzija et Jason Hammel en retour de  l'arrêt-court Addison Russell, du voltigeur Billy McKinney et du lanceur droitier Dan Straily[27].
- 29 juillet : À Wrigley Field, les Cubs l'emportent 4-3 en 16 manches de jeu sur les Rockies du Colorado. Ce match de 6 heures et 27 minutes est le plus long de l'histoire des deux franchises[28]. Pour les Cubs, il surpasse une rencontre de 6 heures et 10 minutes perdue en 21 manches aux mains des Dodgers de Los Angeles le 17 août 1982[29].
- 5 août : Un des joueurs d'avenir les plus prometteurs des Cubs, Javier Báez, fait ses débuts dans le baseball majeur, et son circuit en 12e manche fait gagner les Cubs 6-5 au Colorado sur les Rockies[30].
- 8 août : Les Cubs font l'acquisition du lanceur droitier Jacob Turner, en échange de qui ils cèdent les lanceurs droitiers des ligues mineures José Arias et Tyler Bremer aux Marlins de Miami[31].

### Août
- 27 août : À son premier passage au bâton dans les majeures, Jorge Soler des Cubs réussit un coup de circuit à Cincinnati[32].